# 猶太-羅馬戰爭

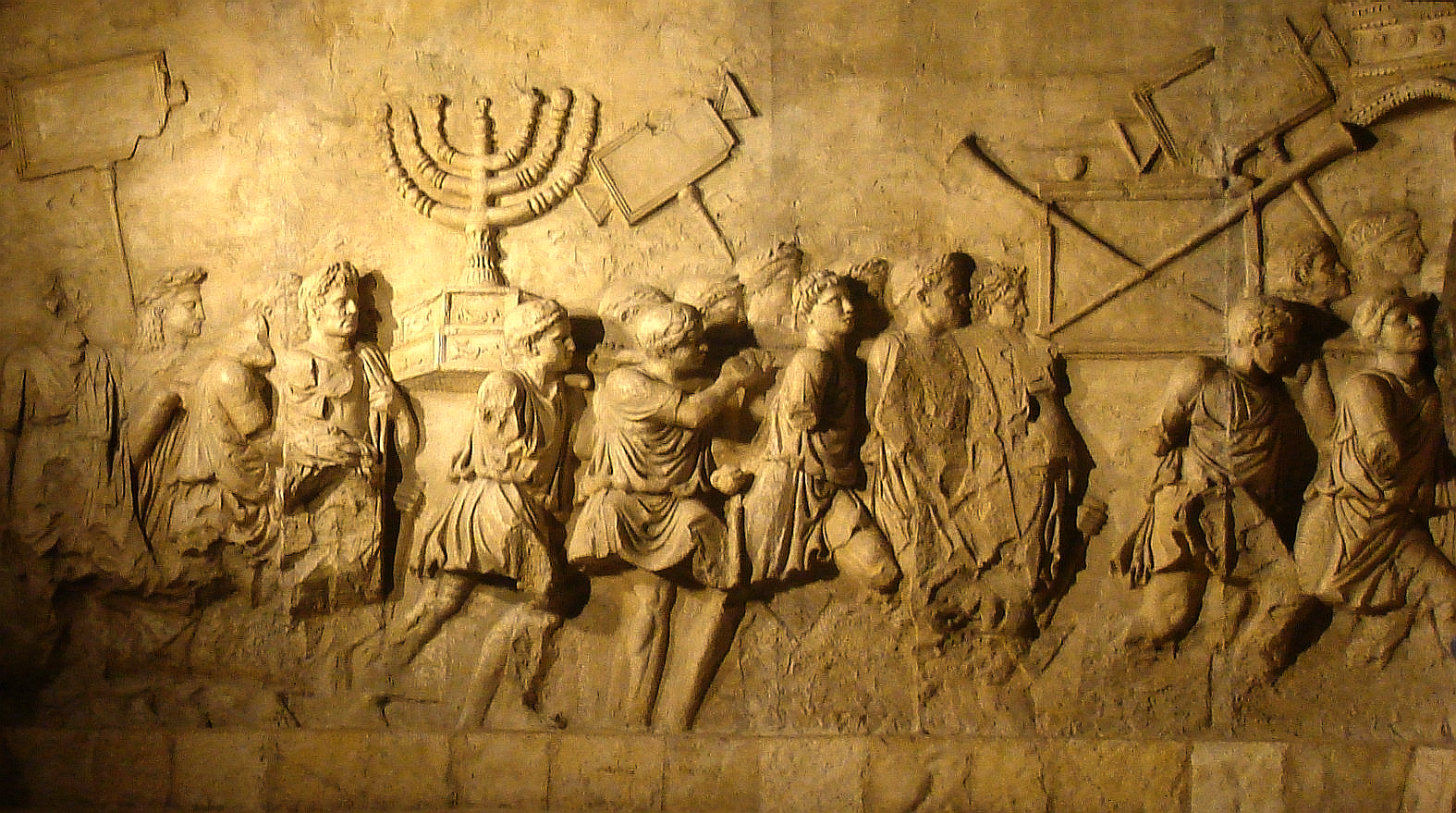
提图斯凯旋门上的浮雕：羅馬人在洗劫耶路撒冷後的凯旋式场景

猶太人的哈斯蒙尼王朝於公元前63年被羅馬共和國征服後，於公元66年至135年間曾先後發起三次大規模及毀滅性的叛亂反抗羅馬帝國，每次均被帝國軍隊擊潰鎮壓告終：
- 猶太人大起義（公元66-73年）：耶路撒冷和第二聖殿被毀
- 基多斯戰爭（公元115-117年）：帝國境內猶太流散者叛亂
- 巴柯巴起義（公元132-136年）：最後也是最具破壞性及最血腥的叛亂，帝國將猶太行省重新命名為「敘利亞－巴勒斯坦行省」，並將猶太人驅逐出巴勒斯坦，猶太人大流散數量顯著增加。

許多資料使用了猶太-羅馬戰爭指涉猶太人大起義和巴柯巴起義，亦有其他資料將基多斯戰爭也囊括進猶太-羅馬戰爭之中；基多斯戰爭是一個民族-宗教的衝突，然而戰事大多在猶太行省以外進行。